# Ѩ
Cette page contient des caractères spéciaux ou non latins. S’ils s’affichent mal (▯, ?, etc.), consultez la page d’aide Unicode.
Ѩ (minuscule : ѩ), appelé petit yousse yodisé, est une lettre archaïque de l’alphabet cyrillique utilisée dans l’alphabet slavon. Elle se prononce [jɛ̃] (comme dans chien en français). C'est la version ligaturée de la lettre petit yousse ‹ Ѧ › (qui se prononce [ɛ̃]).

## Histoire
Dans l'alphabet slavon médiéval, on l'a confondue avec le ya ‹ Ѧ › (le Ѧ ressemblant à un A), le phonème de Ѩ a donc changé : la nasale a disparu pour une autre prononciation, /ja/.
À la suite de la modernisation de l'alphabet cyrillique, cette lettre s'écrit désormais Я. Mais Я n'est plus une ligature.

## Représentations informatiques
Le petit yousse yodisé peut être représenté avec les caractères Unicode suivants :
| formes    | représentations | chaînes de caractères | points de code | descriptions                                    |
| --------- | --------------- | --------------------- | -------------- | ----------------------------------------------- |
| capitale  | Ѩ               | Ѩ                     | U+0468         | lettre majuscule cyrillique petit yousse yodisé |
| minuscule | ѩ               | ѩ                     | U+0469         | lettre minuscule cyrillique petit yousse yodisé |